# Battle Scarred
Battle scarred är ett svenskt Oi!/Punk-band som bildades 1995 i Gävle. Deras musik har genom åren ändrats från ganska hård Oi! till melodiös punkrock. De har givit ut fem fullängdsalbum (varav en split CD), tre singlar och varit med på otaliga svenska och internationella samlingsskivor.
Nuvarande medlemmar består av Puncc (Sång och bas) 1995-, Pontan (Gitarr) 2004- och Micro (Trummor) 2012-.

## Tidigare bandmedlemmar
Joe.L (Bas/Gitarr) 1995-1997
Pitch (Trummor) 1995-2003, 2005-2011
Lirarn (Bas) 1997
Ford (Gitarr) 1997-1999
Bootan (Bas) 1998
Dalle (Bas) 1998-2000
Svulf (Bas/Gitarr) 2000-2005, 2006-2007, 2016
Tresket (Gitarr) 2002-2003
Jocke (Trummor) 2004-2005
Sterre (Bas) 2005-2006
Lias (Bas) 2016

### Stand-in medlemmar
Läderlappen (Trummor 2005-2006), Bisson (Bas och gitarr 2006-2008), Leffe (Trummor 2006) Kniv-Jocke (Gitarr 2007), Perra (Gitarr 2008), Belgian-Björn (Trummor 2010), Björta-Brakskit (Trummor 2016)

## Diskografi

### Album
- 1999 - Battle Scarred - CD/LP
- 2006 - Oi! Oi! Music, Football And Beer - CD
- 2006 - Thunder & Lightning - CD
- 2010 - Gevalia - CD
- 2013 - Belive in revenge - Split CD w/ Knock Out

### Singlar
- 2005 - Lost in Battle - Split 7" med Unit Lost
- 2005 - Our unity is our strength - 7" EP
- 2006 - Battle Scarred / Kampfzone - Split 7" EP
- 2012 - 1882 - 7" EP
- 2014 - Spanish / Swedish 4 way split - 7" EP
- 2016 - Punk rock high - 7" Ep

### Samlingsskivor
- 2014 - Too Punk to fuck (Singles and rarities 1995-2012) - CD